# Le Comte de Gabalis
Le Comte de Gabalis ("Greven av Gabalis") är en bok från 1670 av den franske abbén Henri de Montfaucon de Villars. Den består av fem dialoger mellan en andlig läromästare och en av hans studenter. Mästaren förklarar att världen är befolkad av fyra typer av elementarandar och hur dessa förhåller sig till människan.
Boken gavs ut anonymt och blev populär. Det blev känt vem upphovsmannen var men det råder olika tolkningar av huruvida den var satiriskt eller allvarligt menad. Det är känt att Villars var beläst inom nyplatonism och västerländsk esoterism, en anhängare av rationalism och libertinism, och en kritiker av Blaise Pascal och dennes Tankar, men han kommenterade aldrig Le Comte de Gabalis. Beskrivningarna av andeväsen är hämtade från en text av Paracelsus, Liber de nymphis, sylphis, pygmaeis et salamandris et de caeteris spiritibus, författad mellan 1529 och 1537. När Villars år 1673 mördades under oklara omständigheter uppstod ett rykte om att han hade mördats som hämnd för de hemligheter han hade avslöjat i Le Comte de Gabalis.
Bokens skildring av elementarandar, särskilt sylferna, blev inflytelserik inom skönlitteraturen. Den inspirerade Alexander Pope till dikten Den bortrövade hårlocken och Anatole France till romanen Drottning Gåsfot. Den hade inflytande på Friedrich de la Motte Fouqués Undine, Edward Bulwer-Lyttons Zanoni, Washington Irvings Rip Van Winkle, verk av Charles Baudelaire och många andra skönlitterära verk som berör andeväsen, ockultism och rosenkreutzeri.